# Fritz Breuss
Fritz Breuss (* 6. September 1944) ist ein österreichischer Volkswirt, emeritierter WU-Professor und langjähriger Forscher am Österreichischen Institut für Wirtschaftsforschung (WIFO).

## Leben und Wirken
Nach Erlangung des Doktorats an der Universität Wien, begann Breuss seine wissenschaftliche Arbeit am WIFO und forschte schwerpunktmäßig zu europäischer Integration, Außenwirtschaft und Makroökonomie. Nach Forschungsaufenthalten in Cambridge und Berkeley wurde er 1993 Professor an der Wirtschaftsuniversität Wien (Jean Monnet Chair für Wirtschaftliche Aspekte der Europäischen Integration).
Breuss war Managing Editor von Empirica – Journal of European Economics von 2009 bis 2020 und Präsident der Österreichischen Nationalökonomischen Gesellschaft (NOeG) von 2009 bis 2010.
Am WIFO und am Europainstitut der WU-Wien veröffentlichte er umfassende Analysen zur EU-Integration, zu Handelsabkommen wie CETA oder TTIP sowie zu europäischen Krisenmechanismen. Breuss war regelmäßig in zahlreichen nationalen und internationalen Forschungsprojekten aktiv.

## Akademische Rezeption
Seine Publikationen, darunter WIFO-Papers zu EU-Einfluss und Krisenmanagement, haben sich in der Fachwelt weit verbreitet und werden international zitiert. Die RePEc/IDEAS-Datenbank führt 305 seiner Arbeiten seit den frühen 1980er Jahren.

## Rezeption und Wirkung
Breuss’ Analysen wurden breit von Medien wie APA, Kurier, Die Presse, Tiroler Tageszeitung, TT.com, Swissinfo und Vol.at aufgegriffen – häufig mit direkt zitierten Kommentaren zu Handelsabkommen.